# Draft 1947 de la BAA
1948
La draft 1947 de la BAA est la première draft annuelle de la Basketball Association of America (BAA), qui deviendra plus tard la National Basketball Association (NBA), se déroulant en amont de la saison 1947-1948. Elle s'est tenue le 1er juillet 1947 à Détroit. Neuf équipes de la BAA, ainsi que les Baltimore Bullets en provenance de l'American Basketball League, participent à cette draft,. Trois joueurs issus de cette draft sont devenus Hall-of-famers : Harry Gallatin, Andy Phillip et Jim Pollard.
Aucun des 10 premiers choix ne s'imposa véritablement en BAA/NBA. Quatre d'entre eux ne posèrent jamais un pied sur un parquet NBA (Clifton McNeely (1er), Walt Dropo (4e), Jack Underman (7e) et Larry Killick (10e)) et trois ne disputèrent qu'une saison en BAA (Glen Selbo (2e), Dick Holub (5e) et Paul Huston (8e)). Bulbs Ehlers (3e) joua deux saisons, Chink Crossin (6e) trois saisons et Dick O'Keefe (9e) quatre saisons. À noter que McNeely opta pour une carrière d'entraîneur de basket-ball de lycée au Texas et que Dropo privilégia une carrière de joueur de baseball, disputant 13 saisons en Major League Baseball.
Il faut toutefois noter, pour Clifton Neeley et Glen Selbo, que les équipes qui les sélectionnèrent disparurent avant le début de la saison 1947-1948. Glen Solbo joua tout de même en BAA/NBA en 1949-1950 avec les Sheboygan Redskins. Il disputa 13 matches, enregistrant une moyenne de 3,2 points par match.
De manière plus générale, sur 80 joueurs draftés, 46 n'ont jamais joué en BAA/NBA.

## Draft
| ^ | Signale un joueur qui a été intronisé au Basketball Hall of Fame                        |
| + | Signale un joueur qui a été sélectionné pour au moins un match annuel NBA All-Star Game |

### Premier tour
| Rang | Joueur                         | Équipe NBA                 | Université   |
| ---- | ------------------------------ | -------------------------- | ------------ |
| 1    | Clifton McNeely                | Ironmen de Pittsburgh      | UTEP         |
| 2    | Glen Selbo (arrière/ailier)    | Huskies de Toronto         | Wisconsin    |
| 3    | Bulbs Ehlers (arrière/ailier)  | Celtics de Boston          | Purdue       |
| 4    | Walt Dropo                     | Steamrollers de Providence | Connecticut  |
| 5    | Dick Holub (pivot)             | Knicks de New York         | Long Island  |
| 6    | Chink Crossin (arrière)        | Philadelphia Warriors      | Pennsylvania |
| 7    | Jack Underman                  | Bombers de Saint-Louis     | Ohio State   |
| 8    | Paul Huston (ailier)           | Stags de Chicago           | Ohio State   |
| 9    | Dick O'Keefe                   | Capitols de Washington     | Santa Clara  |
| 10   | Larry Killick (arrière/ailier) | Bullets de Baltimore       | Vermont      |

### Liste des joueurs notables draftés plus bas
| Joueur                         | Équipe NBA           | Université   |
| ------------------------------ | -------------------- | ------------ |
| Harry Gallatin^ (ailier/pivot) | Bullets de Baltimore | Truman State |
| Andy Phillip^ (arrière/ailier) | Stags de Chicago     | Illinois     |
| Jim Pollard^ (ailier/pivot)    | Stags de Chicago     | Stanford     |
| Red Rocha+ (pivot/ailier)      | Huskies de Toronto   | Oregon State |

### Liste des joueurs notables non draftés
| Joueur                        | Université |
| ----------------------------- | ---------- |
| Don Barksdale^ (ailier/pivot) | UCLA       |
| Carl Braun^ (arrière)         | Colgate    |